# Geluiddemper
Een geluiddemper is een constructie die tot doel heeft geluidsdruk te verminderen. Een geluiddemper wordt meestal toegepast op een luchtuitlaat. Dat kan zijn een uitlaatkanaal van een ventilator of een verbrandingsmotor. Maar ook een dubbele wand of een oorkap kan als demper functioneren voor bijvoorbeeld omgevingsgeluiden.
Er bestaan in principe twee verschillende akoestische dempers:
- akoestische absorptiedempers
- akoestische reflectiedempers

In de praktijk is echter iedere demper in zekere mate hybride, zowel werkend volgens het absorptieprincipe als het reflectieprincipe. 
Absorptiedempers zijn in het inwendige bekleed met een materiaal dat de energie van geluidstrillingen omzet in warmte. Het materiaal dat hiervoor gebruikt wordt bestaat meestal uit vezels of schuim met open cellen. De door het geluid in beweging gebrachte moleculen van dit materiaal ervaren wrijving waardoor de geluidsenergie wordt omgezet in warmte. Een belangrijke eigenschap van absorptiematerialen is dat zij over een breed frequentiegebied effectief kunnen werken. Een nadeel is dat er zeer dikke pakketten absorptiemateriaal nodig zijn om een geluidsreductie bij lage frequenties te verkrijgen, waardoor de geluiddemper omvangrijk wordt.
Reflectiedempers verlagen de geluidsdruk voor bepaalde frequenties van het geluid door looptijdverschil in de trilling aan te brengen. Daardoor ontstaat interferentie waardoor de amplitude op bepaalde plaatsen afneemt. In feite neemt de totale energie van de geluidsgolf niet af, zodat eigenlijk niet van demping gesproken mag worden. Reflectiedempers zijn meestal smalbandig, maar hebben het voordeel dat deze kunnen worden afgestemd op de frequentie (tonen) van het geluid dat bestreden moet worden. Reflectiedempers werken het beste bij lage frequenties, juist waar absorptiedempers minder effectief zijn, maar ook hier zijn de afmetingen van de demper bij lage frequenties groter dan bij hoge frequenties. Een eenvoudige reflectiedemper ziet eruit als een kanaal met zijkamers. Deze zijkamers functioneren ook als een Helmholtz resonator.
In de tweede helft van de twintigste eeuw werd antigeluidtechnologie ontwikkeld voor geluidsdemping. Dit werkt volgens hetzelfde principe als reflectiedemping, maar met behulp van elektronica kan de geluidsdruk over een breder frequentiespectrum worden verminderd dan de selectieve frequenties waarbij een reflectiedemper effectief is. Demping volgens antigeluid beperkt zich meestal tot lage vermogens.